# Taphrinomycotina
Тафриномико́товые (лат. Taphrinomycotina), или тафриномице́ты (лат. Taphrinomycotina) — подотдел грибов отдела Аскомикота (Ascomycota). По некоторым признакам (например, преобладание в жизненном цикле многих тафриномикотовых псевдодикариотического мицелия, морфологически сходного с дикариотическим мицелием базидиальных грибов) Taphrinomycotina проявляют сходство с базидиомицетами (Basidiomycota) и считаются одной из наиболее древних групп аскомицетов.
Иногда русское название «тафриномицеты» употребляют одновременно как для всего подотдела Taphrinomycotina, так и для класса Taphrinomycetes. Использовалось также нетипифицированное название подотдела Archiascomycotina (архиаскомицеты).

## Состав
Таксон включает 4 класса.
- Неолектомицеты (Neolectomycetes) — грибы, растущие в ассоциациях с деревьями и образующие яркоокрашенные плодовые тела размерами до 7 см. Характер взаимоотношений их с растениями ещё не выяснен[3].
- Pneumocystidomycetes — дрожжевые грибки, патогенные для человека и других млекопитающих (известны, в частности, как возбудители пневмоцистной пневмонии)[4][5].
- Схизосахаромицеты (Schizosaccharomycetes) — делящиеся дрожжи, вызывающие спиртовое брожение сахаристых жидкостей и используемые человеком для приготовления напитков брожения (включая некоторые сорта пива)[6].
- Тафриномицеты (Taphrinomycetes) — паразиты высших растений, вызывающие пятнистость листьев и стеблей, поражения плодов, ведьмины мётлы и другие заболевания[7].

В системах, существовавших до конца XX века, представители тафриномицетов не объединялись в один таксон. Neolecta, единственный род класса Неолектомицеты, первоначально был описан как представитель рода Geoglossum, ныне входящий в порядок Leotiales. Семейства, вошедшие в класс Taphrinomycetes, относили к подклассу голосумчатых, или гемиаскомицетов (Hemiascomycetidae), в который входил также порядок эндомицетовых (Endomycetales, приблизительно соответствует современному классу сахаромицеты), к которому относили делящиеся дрожжи. Организмы из современного класса Pneumocystidomycetes были открыты в 1912 году и описаны как простейшие (трипаносомы), а к царству грибов отнесены только в конце XX века на основании молекулярно-филогенетического анализа.

## Характеристика
Представители подотдела разнообразны по морфологии и жизненным циклам. Они могут существовать в мицелиальной или дрожжевой форме, для многих видов характерен мицелиально-дрожжевой диморфизм. Ядерный жизненный цикл гапло-дикариотический или гапло-диплоидный, у некоторых представителей может быть гаплоидный. Клеточные стенки содержат очень незначительное количество хитина, а иногда и вовсе не содержат. Плодовые тела, кроме представителей класса неолектомицетов, отсутствуют, у мицелиальных представителей сумки формируются непосредственно на мицелии, не образующем аскогенных гиф; у некоторых видов половой процесс неизвестен. Верхушки сумок не содержат структур, связанных с активным выбрасыванием спор, но споры могут отделяться и активным способом, причём активное или пассивное их отделение может наблюдаться у одного и того же вида в зависимости от внешних условий. Крючки при формировании сумок у тафриномицетов также отсутствуют. Сумки могут формировать плотный слой, подобный гимению, но не содержащий стерильных элементов.

## Филогения
Согласно данным традиционного кладистического анализа, подотдел представляет собой монофилетическую группу, однако между классами существуют значительные различия в рибосомных генах. Было высказано предположение о парафилетичности подотдела, которое нашло определённое подтверждение в данных молекулярно-филогенетических исследований, проводившимися в 2000 году А. Телером и соавторами и в 2001 году У. Эрикссоном. Последующие исследования, однако, вновь подтвердили монофилию подотдела Taphrinomycotina как базальной группы в отделе Ascomycota, причём филогенетические связи между классами, входящими в подотдел, представляются следующей кладограммой:
|  | \| \| Pneumocystidomycetes (Пневмоцистидомицеты) \| \| \| \| \| \| Schizosaccharomycetes (Схизосахаромицеты) \| \| \| \| |
|  | |
|  | Taphrinomycetes (Тафриномицеты)                                                                                          |
|  | |
|  | Pneumocystidomycetes (Пневмоцистидомицеты)                                                                               |
|  | |
|  | Schizosaccharomycetes (Схизосахаромицеты)                                                                                |
|  | |

|  | Pneumocystidomycetes (Пневмоцистидомицеты) |
|  |                                            |
|  | Schizosaccharomycetes (Схизосахаромицеты)  |
|  |                                            |

|  | \| \| Pneumocystidomycetes (Пневмоцистидомицеты) \| \| \| \| \| \| Schizosaccharomycetes (Схизосахаромицеты) \| \| \| \| |
|  | |
|  | Taphrinomycetes (Тафриномицеты)                                                                                          |
|  | |
|  | Pneumocystidomycetes (Пневмоцистидомицеты)                                                                               |
|  | |
|  | Schizosaccharomycetes (Схизосахаромицеты)                                                                                |
|  | |

|  | Pneumocystidomycetes (Пневмоцистидомицеты) |
|  |                                            |
|  | Schizosaccharomycetes (Схизосахаромицеты)  |
|  |                                            |

В 2011 году состав подотдела Taphrinomycotina пополнился ещё одним классом: Archaeorhizomycetes (археоризомицеты), в который был включён единственный род Archaeorhizomyces. Согласно предварительным результатам филогенетического анализа, данный класс представляет собой сестринскую группу для клады, образованной схизосахаромицетами и пневмоцистидомицетами. Позднее появились данные, заставляющие вновь сомневаться в монофилии Taphrinomycotina; так, в исследовании 2017 года основная часть Taphrinomycotina, Neolectomycetes и Archaeorhizomycetes представлены как три последовательно обособляющиеся клады в основании отдела Ascomycota.